# Susie Morgenstern
Susie Morgenstern, (New Jersey, 1945) és una escriptora estatunidenca establerta a França.
Es va iniciar en el món del dibuix i de la música fins que, als dinou anys, va marxar a estudiar a la Universitat Hebrea de Jerusalem, on coneixeria la seva parella i amb qui s'establiria a Niça, on treballaria com a professora i escriptora. Des de llavors, ha publicat desenes de llibres de literatura infantil. En català les seves obres s'han publicat amb editorial La Galera.

## Obres
- L'Alphabet Hébreu (1977)
- Je n'ai rien à faire et je ne sais pas quoi faire (1978)
- La Grosse Patate (2001)
- Papa, Maman, la musique et moi (1982)
- C’est pas juste, ou les déboires d'une petite fille entreprenante (1982)
- Les Deux Moitiés de l'amitié (1983)
- Un anniversaire de Rayan (1983)
- J’en ai marre de ma sœur (1984)
- Oukélé la télé (1984) illustré par Pef
- La Sixième (1985)
- Une vieille histoire (1985)
- Terminale ! tout le monde descend (1985)
- Musée Blues (1986)
- Toqués de cuisine (1986)
- Alibi (1986)
- Premier amour, dernier amour (1987)
- Paris Alibi (1987)
- Jacques au matin mollasson (1988)
- New York Alibi (1988)
- La Plage en béton (1989)
- Cucul la praline (1989)
- Europe Alibi (1990)
- Tonton Couscous (1990), illustrations d'Anne Tonnac[2]
- La première fois que j'ai eu seize ans (1990), adaptada al cinema com a La Première Fois que j'ai eu 20 ans
- Margot Mégalo (1991)
- Même les princesses doivent aller à l'école (1991)
- La Grosse Princesse (1992)
- Un jour mon prince grattera (1993)
- L'Amerloque (1993), adapté à la télévision el 1996
- Un papa au piquet (1993)
- A, B … C.P. (1994)
- Sa Majesté la maîtresse (1994)
- Barbamour (1994)
- Lettres d'amour de 0 à 10 (1996)
- Le Fiancé de la maîtresse (1997)
- Le Vampire du C.D.I (1997)
- Trois jours sans (1998)
- Joker (1999)
- Les Potins du potager (1999)
- Et moi alors ? (2000)
- Pas de bol (2001)
- Les Treize Tares de Théodore (2001)
- La Liste des fournitures (2002)
- Halloween Crapaudine (2002)
- Archimède, la recette pour être un génie (2002)
- Double doudou (2002)
- Privée de bonbecs (2002)
- L'Autographe (2003)
- Pas (2003)
- Je t'aime (2003)
- Confessions d'une grosse patate (2003)
- Je te hais (2004)
- Do ré mi (2004)
- L'Agenda de l'apprenti écrivain (2005)
- L'Orpheline dans un arbre (2005)
- Je t’aime (encore) quand même (2005)
- Comment ça va ? (2006)
- Une mère, comment ça aime ? (2006)
- Je ferai des Miracles (2006)
- Les Fées du camping (2007)
- Ensemble tzedaka (2007)
- Le Club des crottes (2007)
- Emma (2007):
  - Emma et le carnet à secrets
  - Emma et ses deux mamies
  - Emma et son meilleur copain
  - Emma et l'école
  - Emma et le bain à la banane
  - Emma chez le coiffeur
  - Emma fait la danse
  - Emma et le cadeau de Noël
  - Emma et le goûter de Papa
  - Emma se fait belle
- Ma boîte à histoires (2007)
- Les Comptines de ma mère l'oie (2007)
- Le Cadeau de fin d'année (2008)
- Le Cœur en panne (2008)
- Le Cadeau de noël (2009)
- Tu veux être ma copine ?, illustrations de Claude K. Dubois, L'École des loisirs, 2010
- Ma nouvelle boîte à histoires (2010)
- Mademoiselle Météo (2011)
- Supermoyen, illustrations de Claude K. Dubois, L'École des loisirs, 2011
- La Chemise d'une femme heureuse (+CD) (2011)
- Princesse Atchoum (2013)
- Comment tomber amoureux...sans tomber (2014)
- iM@mie (2015)
- Espionnage intime (2016)